# Taquicardia ventricular
La taquicardia ventricular es un tipo de arritmia que se caracteriza por la existencia de taquicardia (aumento de la frecuencia a la que se contrae el corazón) originada en las cámaras inferiores del corazón (ventrículos). Es un tipo de arritmia potencialmente peligrosa porque puede desencadenar fibrilación ventricular o muerte súbita.

## Causas
Las causas pueden ser muy diversas, en ocasiones se produce como consecuencia de una enfermedad del corazón, por ejemplo infarto agudo de miocardio, miocardiopatia, valvulopatia cardiaca o insuficiencia cardiaca. En otras ocasiones aparece sin otra enfermedad cardiaca aparente, o como consecuencia de ciertos medicamentos, disminución del nivel de potasio en sangre (hipokaliemia) o hipoxia.

## Tipos
Existen diversas variedades específicas de taquicardia ventricular:

### Clasificación electrofisiológica
- Taquicardia ventricular no sostenida. Tres o más complejos prematuros consecutivos originados en el ventrículo a una frecuencia de 100 por minuto o superior. Termina de forma espontánea en menos de 30 segundos. Puede ser monomórfica si todos los latidos tienen el mismo trazado o polimórfica, si los latidos tienen trazados diferentes.
- Taquicardia ventricular sostenida. Similar a la anterior pero con una duración superior a 30 segundos. También puede ser monomórfica o polimórfica.
- Torsades de pointes. Asociada a síndrome de QT largo
- Flutter ventricular. Frecuencia 300 latidos por minuto y aspecto monomórfico.
- Fibrilación ventricular. Frecuencia superior a 300 latidos por minuto y trazado ampliamente irregular.

### Otras modalidades
- Taquicardia ventricular paroxística.
- Displasia arritmogénica.

## Síntomas
Los síntomas más habituales son palpitaciones, desmayos, falta de aire, dolor en el tórax y malestar. Debido a que estos síntomas pueden aparecer en otros tipos de taquicardia u otras enfermedades del corazón o de los pulmones, es preciso acudir al médico para que realice una valoración de la sintomatología.

## Diagnóstico
Para llegar al diagnóstico, se toman en cuenta los síntomas que presenta el paciente y luego se realiza un electrocardiograma de confirmación. En ocasiones es preciso realizar más estudios. Por ejemplo, se puede hacer una ecocardiografía, una prueba de esfuerzo o estudios electrofisiológicos si se sospecha que hay una obstrucción de las arterias coronarias.

## Diagnóstico diferencial
Es muy importante distinguir la taquicardia ventricular de otras taquicardias, como la taquicardia supraventricular, el síndrome de Wolff-Parkinson-White o la taquicardia de reentrada del nódulo AV.

## Tratamiento
El tratamiento depende de los síntomas, y el tipo de trastorno cardíaco. Algunas personas pueden no necesitar tratamiento. Los tratamientos más habituales son:
- Tratamiento de la cardiopatía de base que causa la taquicardia ventricular.
- Medicamentos antiarrítmicos orales (tales como procainamida, amiodarona o sotalol).
- Algunas taquicardias ventriculares pueden ser tratados con un procedimiento de ablación por radiofrecuencia.
- En determinados casos se recomiendo implantar un dispositivo llamado desfibrilador implantable, el cual se implanta de forma permanente en el pecho, como un marcapasos y va conectado al corazón mediante cables.
- Si la taquicardia ventricular se convierte en una situación de emergencia por desencadenar una fibrilación ventricular o una parada cardiorrespiratoria, requiere resucitación cardiopulmonar, desfibrilación eléctrica y tratamiento inmediato

## Pronóstico
El pronóstico depende de la enfermedad del corazón y los síntomas.

## Complicaciones
La taquicardia ventricular puede ser asintomática en algunas personas y provocar síntomas importantes en otras, dependiendo del tipo específico y su duración. Es una causa importante de muerte cardíaca repentina.